# Michel Nowak
Michel Nowak (Annaba, 30 de junio de 1962) es un deportista francés que compitió en judo.
Participó en los Juegos Olímpicos de Los Ángeles 1984, obteniendo una medalla de bronce en la categoría de –78 kg. Ganó dos medallas de bronce en el Campeonato Europeo de Judo en los años 1984 y 1985.

## Palmarés internacional
| Juegos Olímpicos   | Juegos Olímpicos             | Juegos Olímpicos  | Juegos Olímpicos |
| Año                | Lugar                        | Medalla           | Categoría        |
| ------------------ | ---------------------------- | ----------------- | ---------------- |
| 1984               | Los Ángeles (Estados Unidos) | Medalla de bronce | –78 kg           |
| Campeonato Europeo |                              |                   |                  |
| Año                | Lugar                        | Medalla           | Categoría        |
| 1984               | Lieja (Bélgica)              | Medalla de bronce | –78 kg           |
| 1985               | Hamar (Noruega)              | Medalla de bronce | –78 kg           |